# Nicotina deidrogenasi
La nicotina deidrogenasi è un enzima appartenente alla classe delle ossidoreduttasi, che catalizza la seguente reazione:
(S)-nicotina + accettore + H2O ⇄ (S)-6-idrossinicotina + accettore ridotto
L'enzima è una metalloproteina (FMN). Può agire sia sull'enantiomero che esiste in natura (S), sia su quello sintetico (R) della nicotina, con ritenzione di configurazione in entrambi i casi [4].